# Dipartimento di Chical Co
Chical Co è un dipartimento argentino, situato nella parte nord-occidentale della provincia di La Pampa, con capoluogo Algarrobo del Águila.
Esso confina a nord e ad ovest con la provincia di Mendoza, a est con il dipartimento di Chalileo, a sud con quello di Puelén.
Secondo il censimento del 2001, su un territorio di 9.117 km², la popolazione ammontava a 1.595 abitanti, con un aumento demografico del 31,60% rispetto al censimento del 1991.
Il dipartimento comprende parte del comune di Algarrobo del Águila e parte della comisión de fomento di La Humada (incluse le città sedi municipali).